# Hipposideros commersoni
Phyllorhine de Commerson
Espèce
Statut de conservation UICN

 NT  : Quasi menacé
La Phyllorhine de Commerson (Hipposideros commersoni) est une espèce de chauves-souris de la famille des Hipposideridae.

## Répartition et habitat
- Répartition

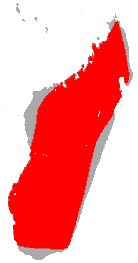
Répartition

Cette espèce est endémique de Madagascar.

## Prédateurs et menaces
Dans le Sud-Ouest de Madagascar, les chauves-souris sont parfois chassées pour leur chair, Hipposideros commersoni est la principale victime de cette pratique

## Galerie

Hipposideros commersoni
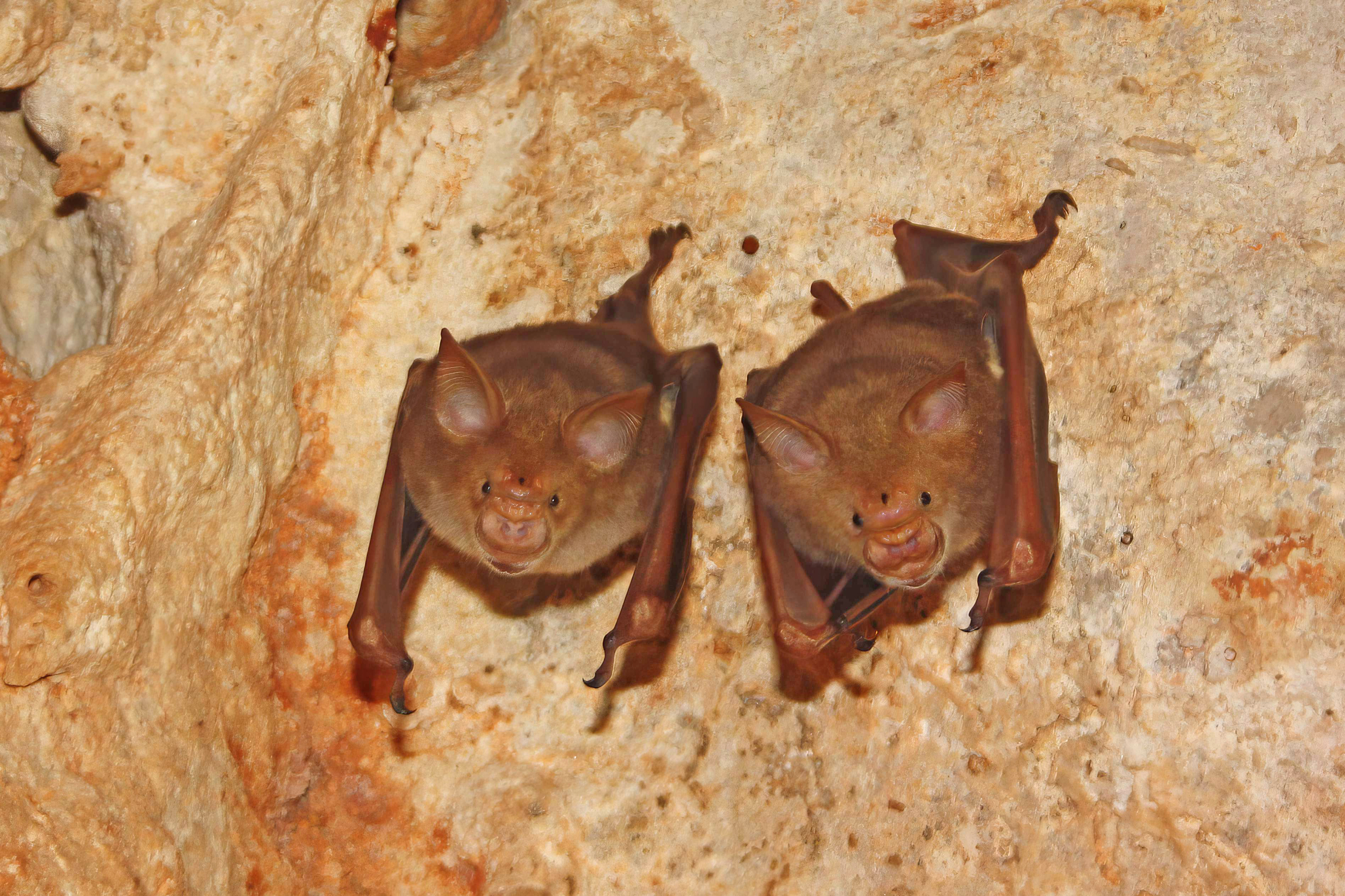
Sakalava, Anjajavy, Madagascar.
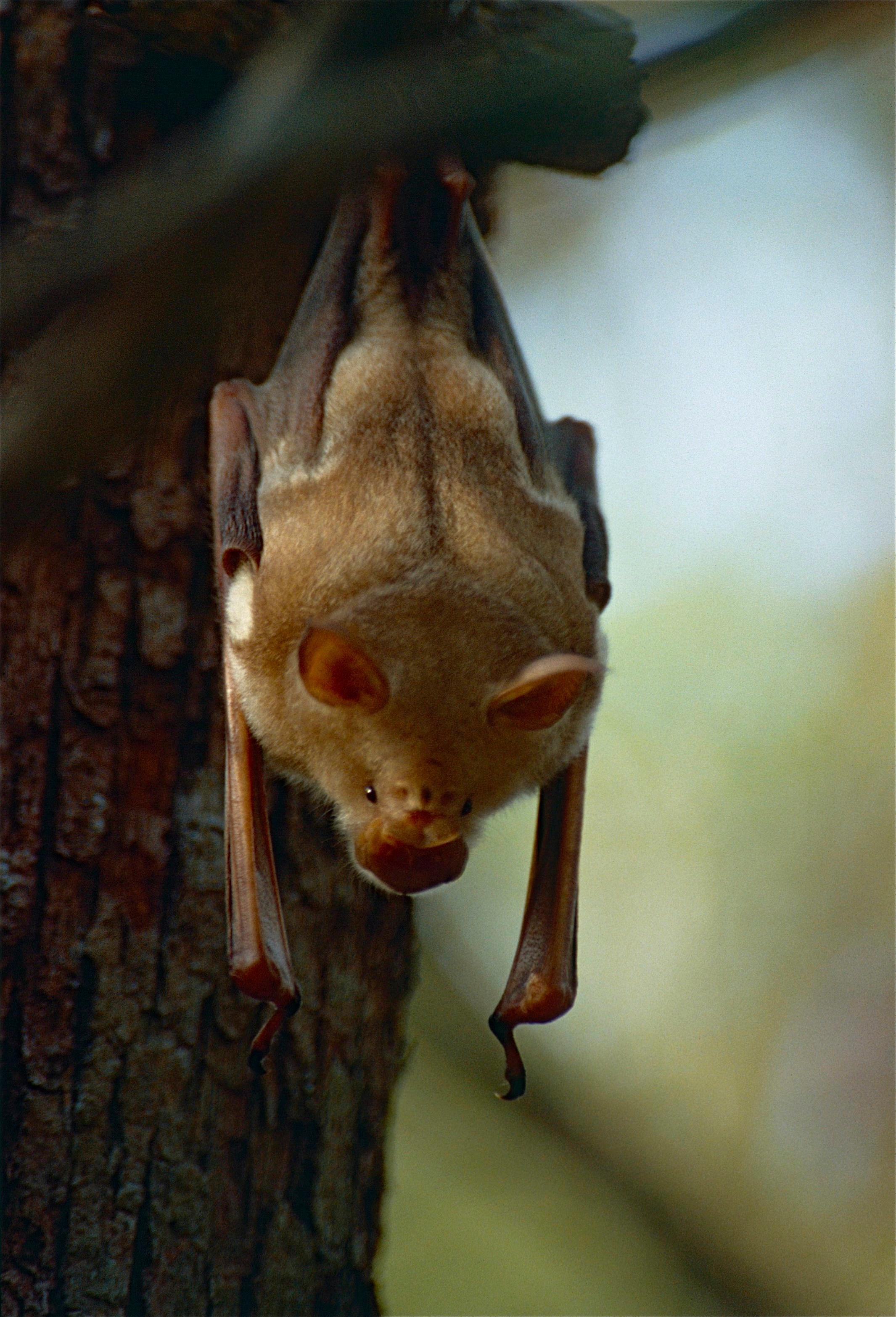
Kirindy, Madagascar.
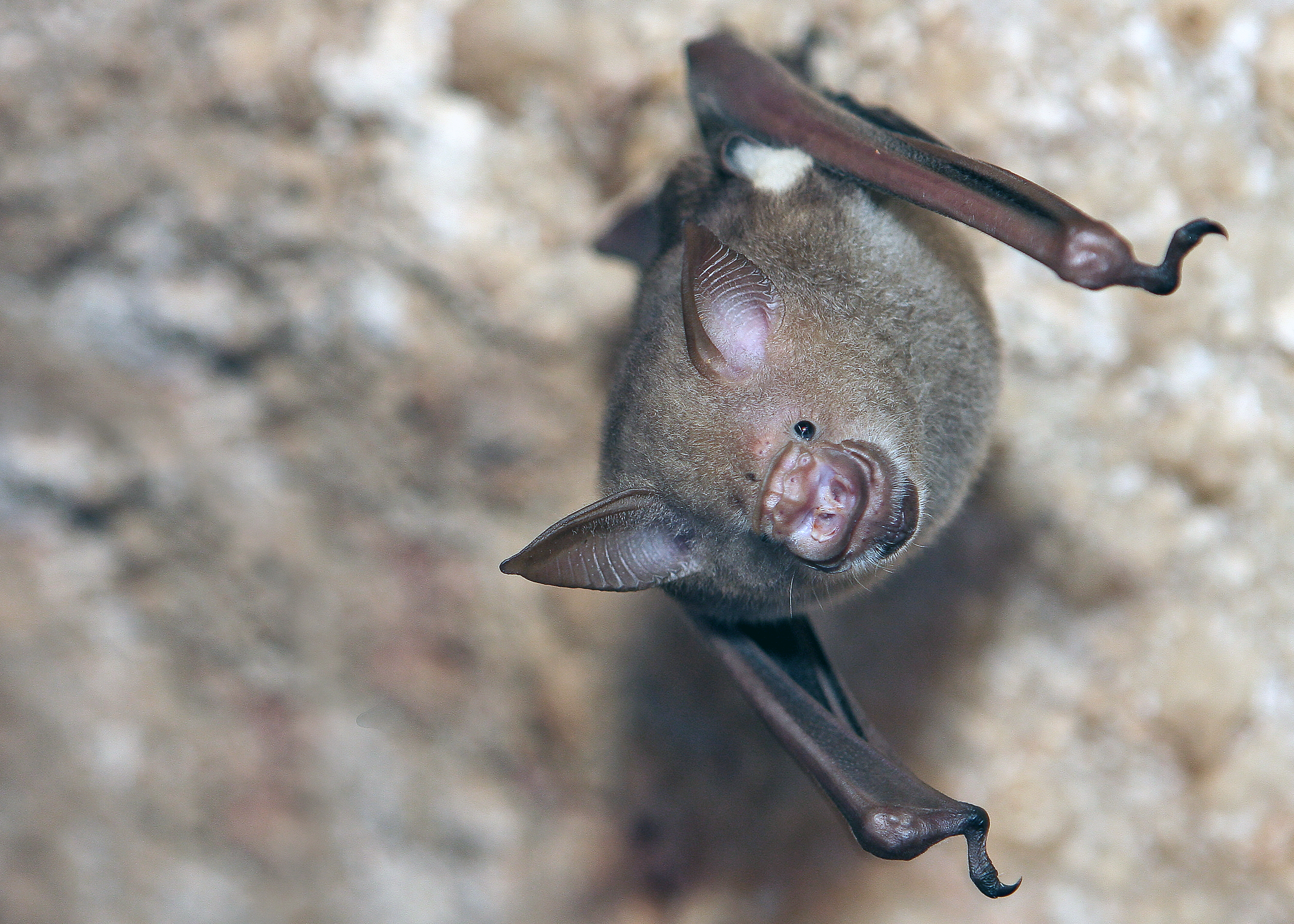
Analalava, Mahajanga, Madagascar.